# Studio Zünd
Studio Zünd oder Studio Zünd: 40 Ans d’Evolution ist eine Kompilation aller Studioalben der französischen Progressive-Rock- und Zeuhl-Gruppe Magma von ihrem Debütalbum Magma (Kobaïa) von 1970 bis Köhntarkösz Anteria (K.A) von 2004. Das 12 Compact Discs umfassende Boxset wurde 2008 anlässlich des 40-jährigen Bandjubiläums auf Seventh Records  neu herausgegeben.
Das Boxset enthält 12 Digipack-CDs mit umfangreichen Booklets in einem Schuber. Die Aufnahmen liegen im Original vor und sind nicht remastered. Auf 10 CDs sind die bis dahin veröffentlichten Studioalben enthalten. Als Bonus ist die exklusive Doppel-CD Archiw I & II mit bis dato unveröffentlichtem Material enthalten. Neben dem Soundtrack zum Film 24 heures seulement von 1970 gibt es eine alternative Version von Mekanïk Destruktïw Kommandöh, welche ursprünglich als Bonus auf der ersten CD-Ausgabe des Albums Mekanïk Destruktïw Kommandöh enthalten war und lediglich aus Rhythmusgruppe und Gesang besteht. Weiter gibt es die ersten Demoaufnahmen von Magma von 1970, die von einer Einzelschnitt-Acetatscheibe aufgenommen wurden, sowie eine alternative Version von Eliphas Levi vom Album Merci von 1984.
2015 gab Magma ein ähnliches, auf 5000 Kopien limitiertes, 12er CD-Box-Set Köhnzert Zünd mit Liveaufnahmen heraus.

## Inhalt
- CD 1 & 2 – Kobaïa (1970)
- CD 3 – 1001° Centigrades (1971)
- CD 4 – Mekanïk Destruktïw Kommandöh (1973)
- CD 5 – Köhntarkösz (1974)
- CD 6 – Ẁurdah Ïtah (1974)
- CD 7 – Üdü Ẁüdü (1976)
- CD 8 – Attahk (1978)
- CD 9 – Merci (1984)
- CD 10 – K.A. (Köhntarkösz Anteria) (2004)
- CD 11 – Archiw I (Erstveröffentlichung)

Titel 1 bis 7 wurden vom 27. bis 30. Juli 1970 für den Film 24 Heures Seulement im Studio Europa Sonor in Paris aufgenommen. Titel 8 wurde vom 11. – 15. April 1973 in den Manor Studios England eingespielt.
1. La Foule – (4:38)
2. Blues De V. – (6:30)
3. Fête Foraine – (2:47)
4. Pascale – (2:42)
5. Ourania – (8:48)
6. Kalimouna (Extrait) – (0:43)
7. Africa Anteria – (7:05)
8. Mekanik Destruktiw Kommandoh – (34:35)

- CD 12 – Archiw II (Erstveröffentlichung)

Titel 9 bis 16 wurden im April 1970 im Studio Des Dames in Paris, und Titel 17 wurde 1983 aufgezeichnet.
1.  Aïna – (5:20)
2. Malaria – (3:49)
3. Sckxyss – (2:47)
4. Auraë – (9:47)
5. Thaud Zaïa – (5:55)
6. Naü Ektila – (13:46)
7. Mûh (Extrait) – (1:11)
8. Eliphas Levi – (9:35)

## Besetzungen
Die Besetzungen der Alben auf CD 1 bis 10 entsprechen den der verlinkten Originalalben.
CD 11 Titel 1 bis 7
- Christian Vander: Schlagzeug
- Francis Moze: E-Bass, Kontrabass
- Alain „Paco“ Charléry: Trompete
- Claude Engel: E-Gitarre, Blasinstrumente, Gesang
- François Cahen: Tasteninstrumente
- Klaus Blasquiz: Gesang
- Teddy Lasry: Sopransaxophon, Blasinstrumente
- Richard Raux: Altsaxophon, Tenorsaxophon, Blasinstrumente

CD 11 Titel 8
- Christian Vander: Schlagzeug, Gesang
- Jannick Top: E-Bass
- Klaus Blasquiz: Gesang, Percussions
- Jean-Luc Mandrelier: Tasteninstrumente

CD 12 Titel 9 - 16
- Christian Vander: Schlagzeug
- Francis Moze: E-Bass
- Claude Engel: E-Gitarre, Blasinstrumente, Gesang
- François Cahen: Klavier
- Klaus Blasquiz: Gesang

CD 12 Titel 17
- Christian Vander: Schlagzeug, Klavier, Bassgesang/Untertongesang
- Stella Vander: Gesang
- Guy Khalifa: Gesang
- Lisa DeLuxe: Gesang